# Studénka

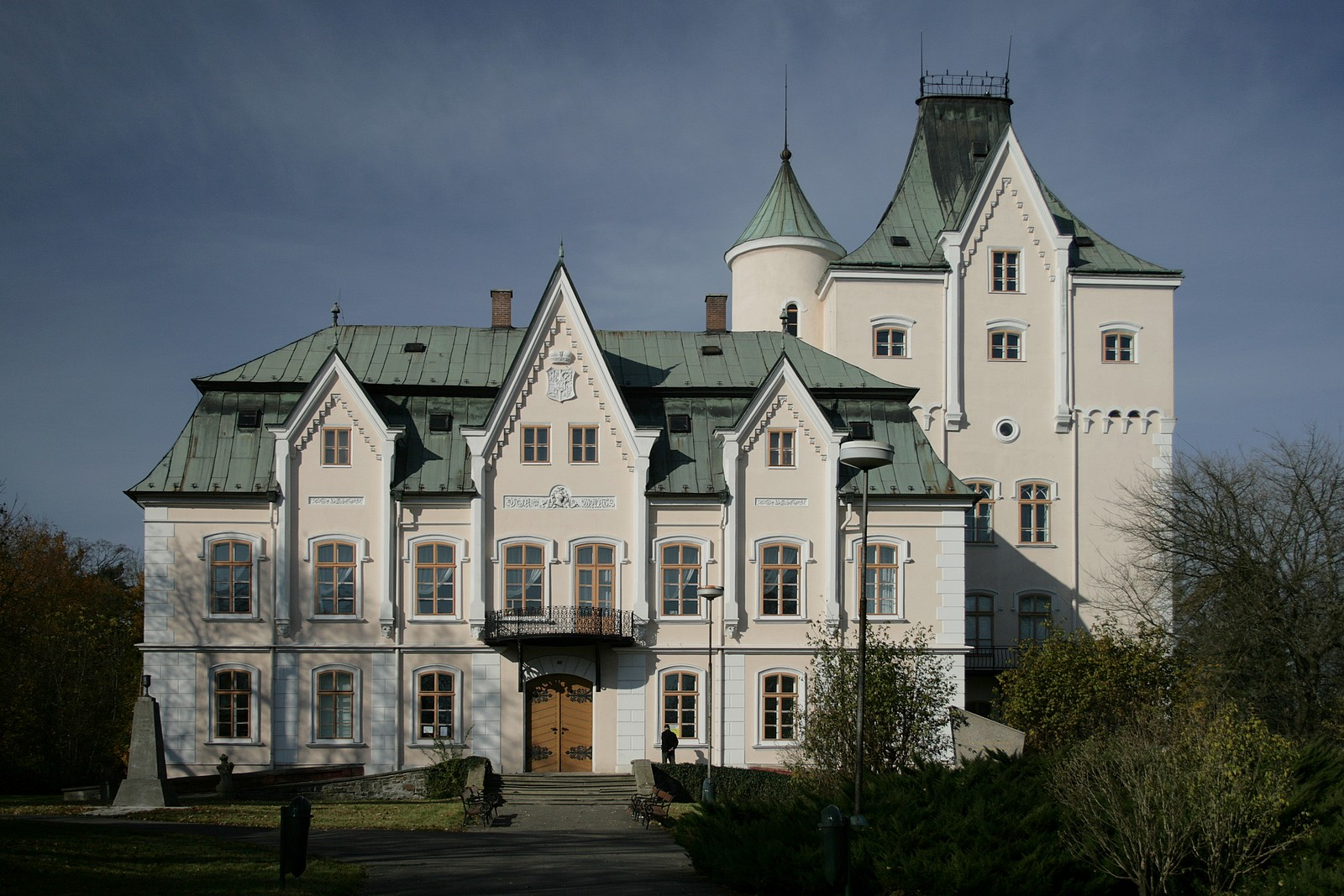
Das Neuschloss

Studénka (deutsch Stauding) ist eine Stadt in der tschechischen Region Mähren-Schlesien. Sie liegt in den letzten Ausläufern der Oderberge im breiten Tal der Mährischen Pforte. Auf 31 Quadratkilometern wohnen etwa 10.000 Menschen.

## Geschichte
Die Stadt wurde 1431 erstmals erwähnt. Im Dreißigjährigen Krieg brannten polnische Truppen sie 1620 nieder. Bis zur Vertreibung aus dem Kuhländchen 1946 waren etwa 10 Prozent der Einwohner Deutschmährer. 1959 wurde Butovice nach Studénka eingemeindet.

In den Vormittagsstunden des 8. August 2008 kam es nahe der Stadt auf der Hauptbahnstrecke zu einem folgenschweren Eisenbahnunfall, bei dem 8 Reisende getötet und mindestens 67 verletzt wurden, als der EuroCity-Zug EC 108 „Comenius“ von Krakau nach Prag mit ca. 140 km/h in die Trümmer einer einstürzenden Straßenbrücke fuhr. 
Am Morgen des 22. Juli 2015 wurde Studénka ein weiteres Mal Schauplatz eines schweren Eisenbahnunfalls: Auf einem beschrankten Bahnübergang kollidierte eine Einheit der ČD-Baureihe 680 als SC 512 Bohumín–Františkovy Lázně mit einem steckengebliebenen LKW, nachdem der Lastwagenchauffeur die Warnsignale missachtet hatte. Beim Aufprall kamen zwei Menschen ums Leben, weitere wurden lebensgefährlich verletzt, darunter auch der Lokführer des Zuges. Eine weitere Person erlag später ihren Verletzungen im Krankenhaus.

## Stadtgliederung
Die Stadt Studénka besteht aus den Ortsteilen Butovice (Botenwald), Nová Horka (Neuhübel) und Studénka (Stauding).

## Wappen
Blasonierung: „Geviert von Rot und Blau beidseitig eines goldenen Balkens, darin ein rechts flacher und links gewölbter, einander zugewandter schwarzer Eisenbahnpuffer, in 1 und 4 ein aus einem silbernen Kelch in zwei bogigen silbernen Fontänen springender Quell, in 2 und 3 eine goldene Lilie.“

## Verkehrsanbindung
Studénka liegt an der Bahnstrecke Břeclav–Bohumín (ehemalige Österreichische Nordbahn). Nebenbahnen führen von Studénka nach Veřovice und ins sieben Kilometer entfernte Bílovec.

## Wirtschaft
Ein traditionsreiches Unternehmen war der Waggonhersteller Vagonka Studénka (früher Vagonka Tatra). Die Fabrik verlagerte 2001 die Produktion nach Ostrava, wo modernisierte Fabrikhallen zur Verfügung standen.

## Sehenswürdigkeiten
Ein Eisenbahnwagenmuseum befindet sich im Barockschloss Studénka. Sehenswert sind auch die Sankt-Bartholomäus- und die Allerheiligenkirche sowie die Windmühle.

## Söhne und Töchter der Stadt
Studénka ist die Geburtsstadt von Kardinal František Tomášek, der von 1977 bis 1991 Erzbischof von Prag war.
- Anton Hein (1854–1926), österreichischer Architekt
- Lucie Theodorová (* 1982), Erotikdarstellerin

Botenwald
- Hugo Gorge (1883–1934), österreichischer Architekt
- Rudolf Metter (1903–1972), deutscher Politiker
- Franz Gold (1913–1977), Generalleutnant des Ministeriums für Staatssicherheit